# Prunus davidiana
Prunus davidiana o presseguer silvestre xinès, és una espècie d'arbre que és planta nativa de la Xina
L'epítet específic davidiana fa referència al Pare David, botànic basc d'Iparralde.

## Descripció
Prunus davidiana és un arbre caducifoli que arriba a fer 9 metres d'alt. És força resistent a les gelades (USDA hardiness zone: 4-8). Floreix de març a maig i les llavors maduren d'agost a setembre. Les seves flrs són hermafrodites i són pol·linitzades pels insectes. El fruit, amb 'aspecte d'un petit préssec, fa uns 3 cm de diàmetre. Habita, en el seu lloc d'origen, entre els 800 i els 3.200 m d'altitud.

## Usos
A la Xina és comestible i medicinal. Tanmateix la llavor conté amigdalina i prunasina, substàncies que es degraden en l'aigua i formen àcid hidrociànic (cianida o àcid prússic) que és un compost verinós segons la dosi.
S'utilitza, hibridat amb Prunus persica com portaempelt en fruticultura.